# Julien Lahaut
Julien Lahaut (Seraing (Bèlgica), 6 de setembre 1884 – 18 d'agost de 1950) era un polític i sindicalista belga való, antifeixista i president del PCB o partit comunista belga.

## Biografia

### Fins a la fi de la Segona Guerra Mundial
Durant la Primera Guerra Mundial va participar en la campanya a Galítsia com voluntari de la divisió blindada belga «Auto-canons» (ACM). Va esdevenir sotsoficial. Aquesta campanya va suposar la volta al món per a tornar a casa: els ACM van arribar al 1915 a Sant Petersburg, van lluitar a Galítsia de 1916 a 1917, quan la revolució d'octubre va bloquejar-los a Kíev. Després el Transsiberià va portar-los a Vladivostok, on van embarcar cap a San Francisco. D'allà van travessar els Estats Units per a un gir de propaganda fins a Nova York, on van embarcar en un vaixell cap a Bordeus al juny 1918 poc abans la fi de la Primera Guerra Mundial.
Després de la guerra va esdevenir secretari del sindicat socialista ABVV-FGTB (Federació general del treball de Bèlgica) a Lieja. Va tenir un paper important en moltes vagues d'entreguerres i al partit comunista PCB. El 1941, a l'inici de la invasió alemanya de Rússia, la Gestapo va arrestar-lo. Després d'un empresonament a la ciutadella de Huy on va ser torturat, van conduir-lo al Camp de concentració de Buchenwald. Allà, per a la seva actitud altruista, els altres presoners li donaren el nom de «l'home que té el sol a la butxaca».
Després de la Segona Guerra Mundial va esdevenir president del PCB. Era un període molt mogut, quan la major part del poble belga va revoltar-se contra el retorn del rei Leopold III, del qual no van apreciar la col·laboració amb el règim nazi. El rei va haver d'abdicar. Quan el seu fill gran, Balduí va prestar jurament l'11 d'agost de 1950 davant les càmeres del parlament belga, un del parlamentaris comunistes va cridar "Visca la república". Molts van pensar que va ser Julien Lahaut. La investigació dels arxius de so i d'imatge, anys més tard pel periodista Ivan Ollivier de la televisió pública flamenca VRT, va demostrar que molt probablement era Henri Glineur que va cridar les controvertides paraules.

### L'assassinat de Julien Lahaut
Una setmana després de l'incident al parlament, van assassinar Lahaut quan sortia de la seva casa a Seraing. Més de 100.000 persones van assistir a la cerimònia del seu enterrament.
Es pensava que els assassins es trobaven als cercles ultra belgicistes o leopoldistes o de la gendarmeria. La investigació, dirigida per a la mateixa gendarmeria, molt de dretes, no va dur enlloc. Semblava que l'establishment belga no volia pas trobar als assassins.
Només vint-i-cinc anys més tard, el 1985 el pseudònim de l'assassí va esdevenir conegut: hauria estat un cert "Adolphe" de Halle. Però no va ser fins al 2002 quan es va saber que el seu nom era François Goossens. Era un membre de la resistència leopoldista durant la guerra. Aquest moviment que era patriòtic a l'inici, va esdevenir un moviment força de dretes i anticomunista. Aquest assassinat se situa en un període d'inestabilitat política i de polarització a Bèlgica (la qüestió del retorn de Leopold III) i al món (la postguerra i l'inici de la guerra freda).
François Goossens formava part de la xarxa "stay behind", anomenada "Gladio", organitzada per la CIA i era també un espia al servei de monsenyor Leclef, secretari del cardenal de Bèlgica d'aleshores, Jozef Van Roey. Encara avui, no es coneix la veritat. Hi ha uns fets i unes hipòtesis. És gairebé segur que el ministre catòlic De Vleeschauwer i els serveis secrets van tenir un paper en la preparació i en ocultar l'operació.
El 2002, el senador Vincent van Quickenborne va exigir per enèsima vegada que es creés una comissió parlamentària d'investigació. Sempre hi ha hagut resistències discretes per ocultar l'afer.

## Elements nous
A l'inici, es pensava que el comando tenia tres membres, tots tres del grup de resistència de Halle «De Fret»: François Goossens, el fill i el gendre del burgmestre catòlic de Halle, Jan-Nikolaas Devillé. Una enquesta de la cadena televisiva Canvas va revelar que hi hauria una quarta persona involucrada en el complot, que hauria disparat. François Goossens només hauria disparat en fugir. El diari De Morgen insinua que era el fill del burgmestre de Halle. Era part de la xarxa stay behind. Després de l'atemptat, hi va haver una reunió secreta a un convent de Halle. Aquesta confessió no podria tornar a obrir un plet, ja que les fets havien prescrit i la investigació s'havia tancat el 1972.

## L'ordre d'assassinat
No se sap qui va encarregar aquest assassinat. El 22 de desembre de 2007, el diari «De Morgen» va revelar nous fets. François Goossens (mort el 1979) espiava al servei d'un cert André Moyen que tenia connexions amb el servei de seguretat militar SDRA i també era un dels fundadors de la xarxa Gladio a Bèlgica. El fill de Goossens va dir que Moyen sempre va negar que fos ell qui havia ordenat l'assassinat. Va pretendre que coneixia els detalls perquè Goossens els hi havia explicat. Goossens també treballava per als serveis secrets del Vaticà. Moyen desaconsellava l'assassinat, ja que comportava el risc de donar a conèixer l'organització. Va guardar el secret per a protegir la xarxa anticomunista.
L'1 d'abril 1958, va haver-hi un plet de la Fundació Cardenal Mercier (una fundació propera a l'església, que prenia el seu nom d'un antic cardenal de Bèlgica) contra un cert Emile Delcourt per estafa. Delcourt va defendre's en pretendre que havia utilitzat els diners per a pagar l'assassinat de Lahaut. També va esmentar el nom de Paul Calmeyn, l'aleshores vicari de l'església de la Mare de Déu del Zavel de Brussel·les, que s'hauria reunit amb Moyen per a preparar l'assassinat unes dies abans del 18 d'agost. Moyen va pretendre que ell va desaconsellar l'operació. No van poder sotmetre Calmeyn a interrogatori, ja que va delirar i va acabar els seus dies en un asil psiquiàtric. Poc després, Delcourt va retirar les seves declaracions, ja que els seus fills van rebre amenaces anònimes.
El pare de Delcourt era un amic personal del canonge Leclef, el secretari privat del cardenal Van Roey. Uns dies després de l'atemptat, Leclef va rebre Goossens al palau episcopal de Mechelen. El mateix monsenyor era present al jurat que va tenir lloc al convent dels franciscans conventuals a Halle on es va organitzar un plet no oficial de Goossens i de l'agent de la seguretat d'estat Pierre Potargent. Després d'aquest plet, Goossens se sentia protegit per Deu i pel rei.
La investigació del jutge d'instrucció René Loupe aportà un altre element. El 2 d'octubre 1950 va rebre una nota de la Seguretat de l'Estat belga que esmentava el fet que Goossens es vanagloriava de l'assassinat de Julien Lahaut. Era el procurador reial Pholien, germà de l'aleshores primer ministre belga Joseph Pholien, que li va transmetre la nota. Joseph Pholien va dir l'endemà de l'assassinat que es «farà tot el que calgui per a resoldre el cas». El jutge d'instrucció va examinar centenars de fets, però mai no va interrogar Goossens. Goossens va participar en una cursa d'automòbils al Circuit de Spa-Francorchamps amb el mateix cotxe que va utilitzar durant l'assassinat, malgrat el fet que molts testimonis van descriure aquest cotxe de la marca Vanguard. Va utilitzar el mateix Vanguard per a robar la bossa de Frederika Stern, que contenia documents del Partit comunista belga. Més tard, aquests documents van anar a parar a Moyen.
La filla de Goossens va treure la pistola Colt .45 de son pare al canal Brussel·les-Charleroi. Certes fonts diuen que l'arma de l'assassinat es trobava com un trofeu damunt la llar de la famíla dels Devillé a Halle, fins que uns lladres van robar-la.
El desembre del 2007, una altra vegada els senadors belgues Patrick Vankrunkelsven i Josy Dubie van proposar d'organitzar una comissió d'investigació parlamentària per a resoldre aquest cas confós, al qual la «raó d'estat» va dictar un silenci que va suscitar moltes teories i sospites. Forma part dels crims enigmàtics de la postguerra belga, junt amb el dinamitatge de la torre de l'IJzer, a una època al qual les forces ultra-catòliques, anticomunistes i reialistes van crear una atmosfera d'anys de plom. L'agost 2012, el govern federal belga va destinar una quantitat per a la recerca científica d'aquest assassinat.